# Міхай Бордеяну
Міхай Кетелін Бордеяну (рум. Mihai Cătălin Bordeianu, нар. 18 листопада 1991, Флеминзь, Румунія) — румунський футболіст, фланговий півзахисник клубу ЧФР «Клуж» та національної збірної Румунії.

## Ігрова кар'єра

### Клубна
Міхай Бордеяну є вихованцем клубу «Чахлеул». На дорослому рівні футболіст дебютував у 2011 році у клубі Ліги II «Ботошані». З яким у першому ж сезоні виграв турнір Другого дивізіону і вже наступний сезон Бордеяну почав як гравець Ліги І. 
У січні 2018 року футболіст перебрався до клубу ЧФР «Клуж». З яким виграв п'ять чемпіонських титулів країни та два Суперкубка Румунії.
У 2020 році Бордеяну перейшов до аравійського клубу «Аль-Кадісія». Та заграти повноцінно в Саудівській Аравії футболіст не зумів, провівши в основі команди лише 14 матчів. І вже в лютому 2021 року він повернувся до Румунії - в оренду у свій клуб «Клуж». Після завершення сезону влітку 2021 року Бордеяну як вільний агент приєднався до складу «Клуж».

### Збірна
8 вересня 2019 року в матчі відбору до Євро 2020 проти команди Мальти Міхай Бордеяну дебютував у національній збірній Румунії.

## Титули
ЧФР «Клуж»
 Чемпіон Румунії (5): 2017/18, 2018/19, 2019/20, 2020/21, 2021/22
 Переможець Суперкубка Румунії (2): 2018, 2020